# Scaphyglottis minutiflora
Scaphyglottis minutiflora  é uma espécie de orquídea epífita, cujos novos pseudobulbos geralmente brotam tanto da base como do topo dos pseudobulbos mais antigos. É originária de Veracruz e Chiapas, no México, ao Panamá.